# Лорум

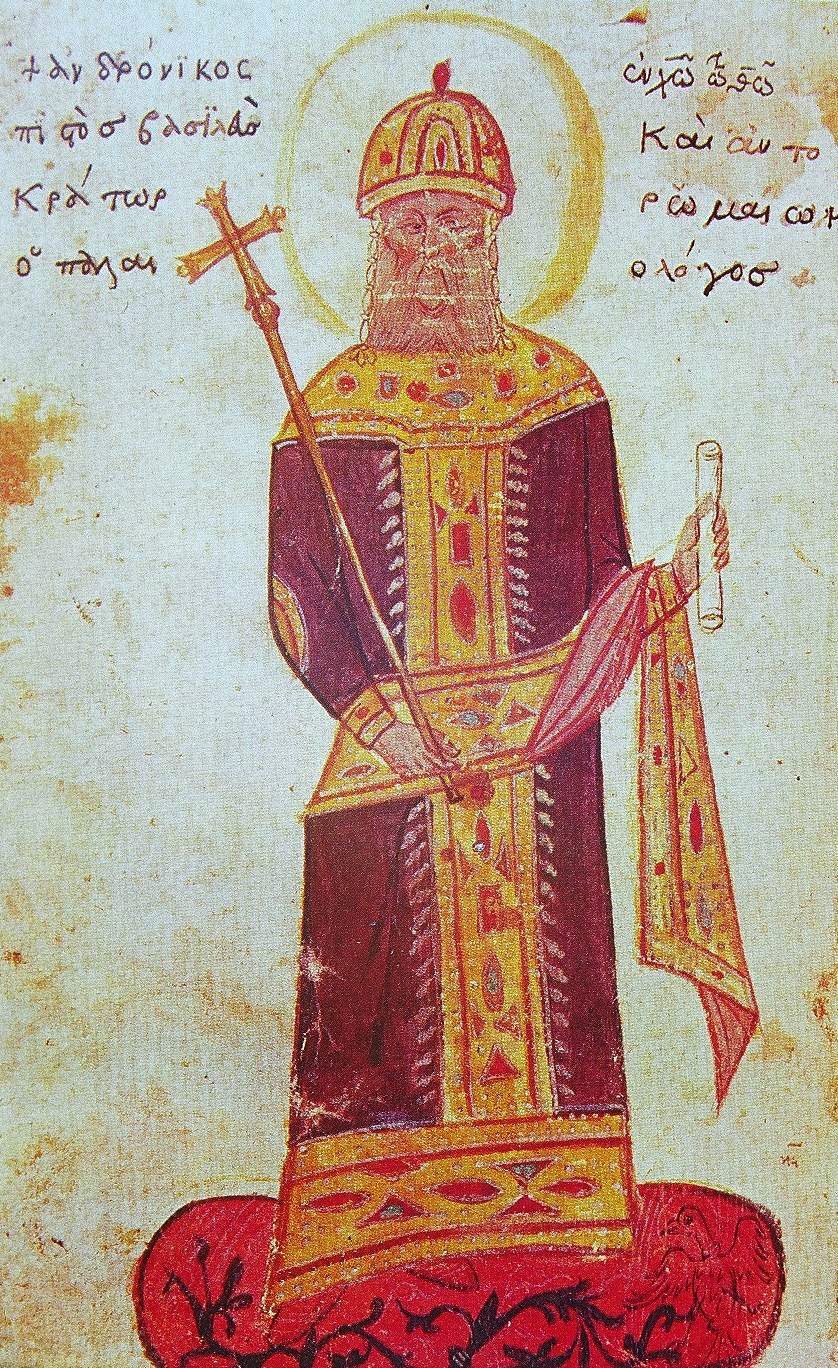
Император Андроник II Палеолог одетый в лорум

Лорум (лат. Lorum) — довольно узкий шарф из твердой парчовой ткани, обычно украшенный золотыми чеканными пластинами и драгоценными камнями. Происхождение своё он ведет от древнеримского шарфа консулов, а после того как в Византии была уничтожена эта должность (в Византии император назначал наместника), шарф как древний символ власти перешел в императорское одеяние.
Согласно Константину Порфирородному, эта одежда символизировала крест как орудие победы Христа.
Лорум надевали следующим образом: один конец опускали спереди (посередине) и на уровне груди, отвернув его под углом, затем перекидывали его через плечо на спину. На спине из лорума делали петлю, через неё продевали оставшийся свободный конец, пропускали его наперед и располагали по левой руке. Лорум постепенно становится за счёт многочисленных украшений и золотых накладок таким тяжёлым, что его уже невозможно согнуть. И поэтому к его концу начинают пришивать кусок легкой шёлковой ткани.
Лорум как элемент одежды сохранился в иконописи, где называется лор.